# Full Circle
Full Circle (с англ. — «Замкнутый круг») — восьмой студийный альбом американской рок-группы The Doors, выпущенный в сентябре 1972 года. Второй альбом, записанный Кригером, Денсмором и Манзареком после смерти Джима Моррисона — вокалиста и лидера группы.

## Список композиций

### Сторона A
1. «Get Up and Dance» (Кригер, Манзарек) — 2:26 («Вставай и танцуй»)
2. «4 Billion Souls» (Кригер) — 3:18 («4 миллиарда душ»)
3. «Verdilac» (Криегер, Манзарек) — 5:40 («Вердилак»)
4. «Hardwood Floor» (Кригер) — 3:38 («Жёсткий пол»)
5. «Good Rockin» (Roy Brown) — 4:22 («Отличное веселье»)

### Сторона Б
1. «The Mosquito» (Денсмор, Кригер, Манзарек) — 5:16 («Москит»)
2. «The Piano Bird» (Джек Конрад, Денсмор) — 5:50 («Пианинная птичка»)
3. «It Slipped My Mind» (Кригер) — 3:11 («У меня промелькнула мысль»)
4. «The Peking King and the New York Queen» (Манзарек) — 6:25 («Король Пекина и королева Нью-Йорка»)

## Участники записи
- Рэй Манзарек — вокал, клавишные.
- Робби Кригер — вокал, гитара, гармоника
- Джон Денсмор — ударные.

Приглашённые музыканты
- Chico Batera — перкуссия в «The Piano Bird» и «The Peking King and the New York Queen»
- Jack Conrad — бас-гитара в «4 Billion Souls», «Good Rockin», «The Piano Bird» и «The Peking King and the New York Queen»
- Chris Ethridge — бас-гитара «Get Up and Dance»
- Venetta Fields — вокал
- Bobbye Hall — перкуссия в «Verdilac», «The Piano Bird» и «The Peking King and the New York Queen»
- Clydie King — вокал
- Charles Larkey — бас-гитара «Verdilac» и «The Piano Bird»
- Charles Lloyd — тенор-саксофон в «Verdilac», флейта в «The Piano Bird»
- Melissa MacKay — вокал
- Leland Sklar — бас-гитара в «Hardwood Floor», «The Mosquito» и «It Slipped My Mind»

технический персонал
- The Doors — продюсирование
- Henry Lewy — звукоинженер
- Pacific Eye & Ear — сюжет обложки
- Joe Garnett — дизайн обложки